# William R. D. Fairbairn
William Ronald Dodds Fairbairn (Edimburgo, 11 agosto 1889 – Edimburgo, 31 dicembre 1964) è stato un medico e psicoanalista britannico, membro della British Psychoanalytical society. È il padre della teoria delle relazioni oggettuali, continuatore ed innovatore del lavoro di Melanie Klein. Egli ha provocato un cambio di prospettiva rivoluzionario all'interno della teoria psicoanalitica.

## Vita

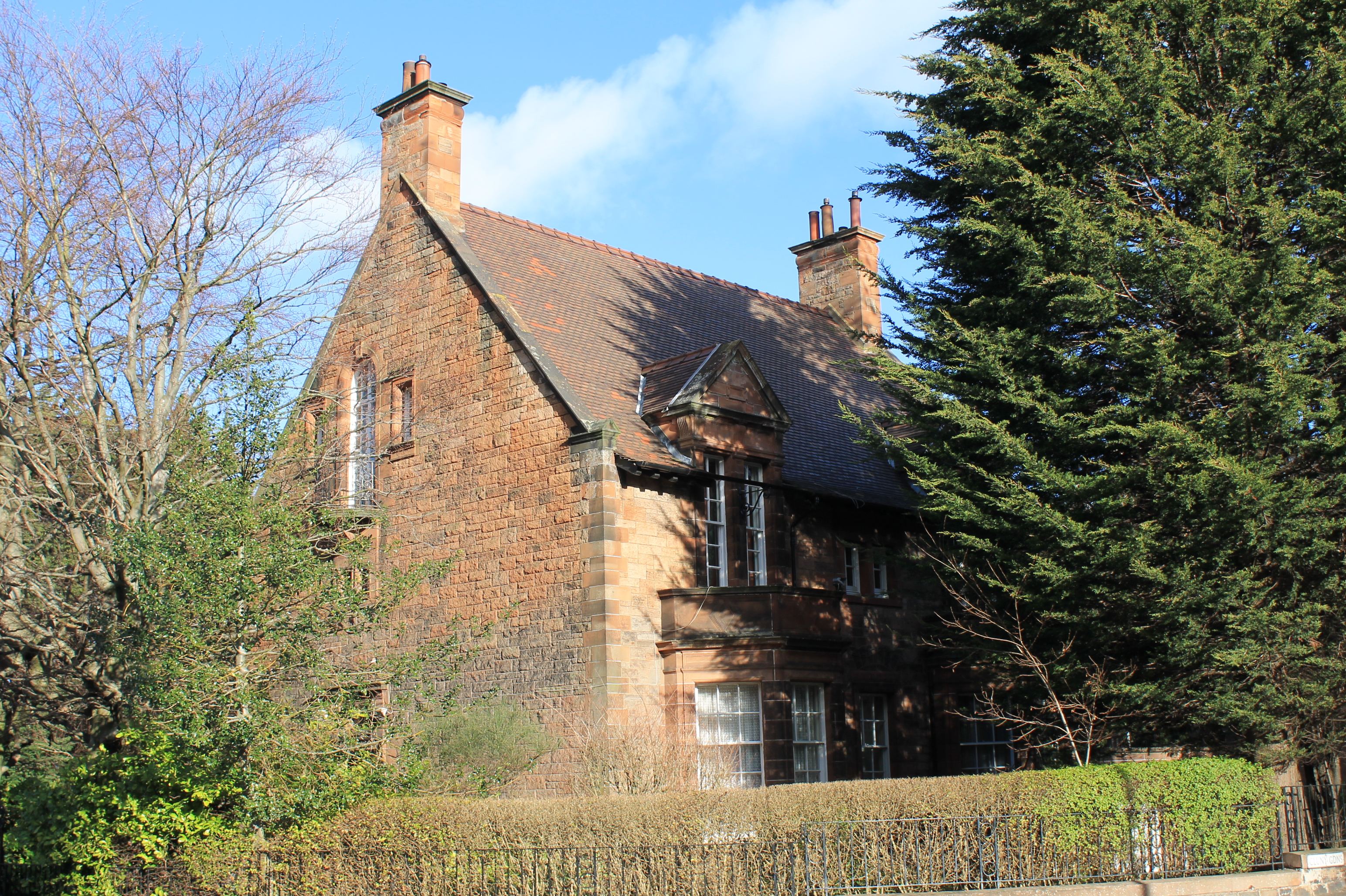
La casa di nascita di Fairbairn, la Red House, nei Cluny Gardens

William Ronald Dodds Fairbairn, chiamato più familiarmente Ronald, nacque nel 1889 alla Red House, Cluny Gardens, nel distretto di Morningside a Edimburgo. Figlio unico di Cecilia Leefe e Thomas Fairbairn, il quale era geometra di professione e presidente della Edinburgh Architectural Association, frequentò la scuola di Merchiston Castle e l'Università di Edimburgo dove nel 1911, dopo tre anni di studi, ottenne il diploma di laurea in lingua e cultura greca.
Durante la Prima Guerra Mondiale si unì al corpo dei Royal Engineers, guidato dal Generale Allenby, nella Campagna di Palestina e alla Royal Garrison Artillery.
Al suo ritorno in patria, iniziò la formazione in medicina, probabilmente ispirato dalla sua esperienza maturata durante la guerra, conseguendo il dottorato in medicina il 30 marzo 1929 presso l'Università di Edimburgo. Dal 1927 al 1935 tenne lezioni di psicologia all'università mentre parallelamente praticava l'analisi in modo indipendente. Dal 1941 fino al 1954 è stato Consultant Psychiatrist per il Ministero delle Pensioni.
Nel 1931 venne eletto membro della Royal Society of Edinburgh su proposta di James Drever, Edwin Bramwell, Sir Godfrey Hilton Thomson e Robert Alexander Fleming.
In base a quanto da lui stesso lasciato scritto, fu nominato membro associato della British Psychoanalytical Society nel 1931, divenendone membro a pieno titolo nel 1939.
Fairbairn, sebbene piuttosto isolato in quanto trascorse la sua intera carriera a Edimburgo, esercitò una fondamentale influenza sulle relazioni oggettuali inglesi e sulla scuole relazionali.
Fairbairn è stato uno dei padri fondatori del cosiddetto Gruppo psicoanalitico di Centro (ora chiamato il Gruppo Indipendente) di psicoanalisti. Il Gruppo Indipendente era composto da analisti che non si identificavano appieno né con la scuola kleiniana né con quella di Anna Freud.
Morì a Edimburgo all'età di 75 anni. Venne sepolto assieme alla moglie nel Dean Cemetery situato nella parte occidentale di Edimburgo.

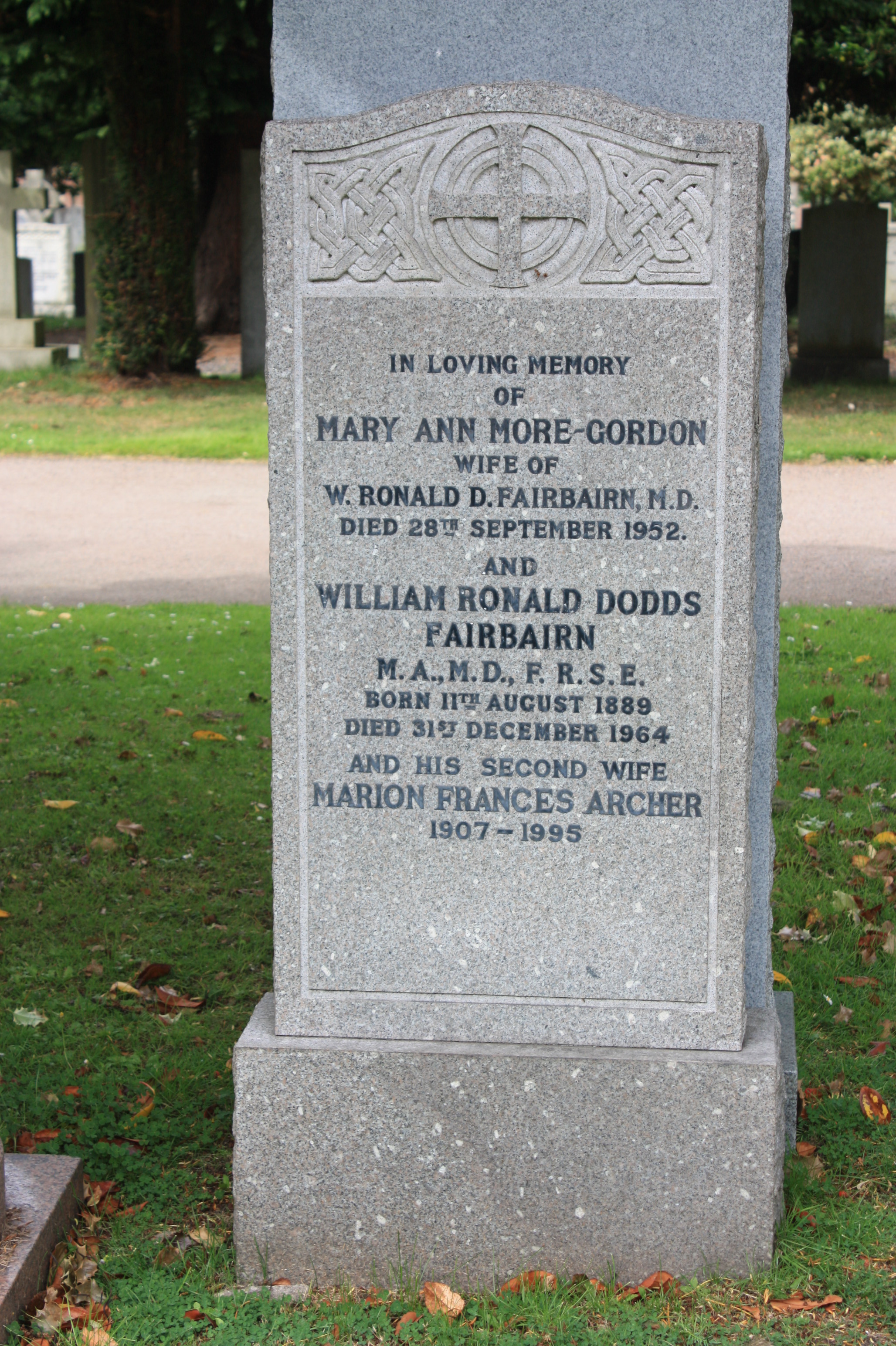
Tomba di Ronald Fairbairn, Dean Cemetery, Edimburgo

## Lavori

### Teoria della libido oggettuale
Secondo Freud l'oggetto era strumentale alla pulsione. La pulsione è innata e si associa attraverso l'apprendimento al suo oggetto. Ma cosa succede se i genitori ("oggetti" della pulsione") procurano al bambino soprattutto esperienze dolorose? Il bambino si allontana? No.
La Klein provò a risolvere la difficoltà supponendo che l'oggetto, o almeno il suo equivalente interno, il fantasma inconscio, fosse co-originario alla pulsione.
Fairbairn propose una terza via, più aderente alla realtà di quella di Freud e meno fantasiosa di quella della Klein. Considerò come innata solo la cosiddetta libido oggettuale, che ci spinge a formare legami con individui che si prendono cura di noi. Le modalità in cui si esplica sono apprese perché la libido è “relazionale”. Fairbairn così, sorta di Copernico della psicoanalisi, esaminando i dati, ha scoperto un modo più semplice ed economico di riordinarli.
Gli oggetti interni per la Klein sono una caratteristica innata della vita psichica e le relazioni oggettuali interiorizzate le forme primarie del pensiero e dell'esperienza. Secondo Fairbairn gli oggetti interni sono il risultato di cure genitoriali inadeguate: se i bisogni di dipendenza del bambino non vengono soddisfatti si verifica un allontanamento patologico dalla realtà esterna e si formano presenze private (gli oggetti interni) con i quali viene mantenuto un legame fantasmatico (le relazioni oggettuali interiorizzate). Ecco il motivo per cui gli uomini cercano la sofferenza; non cerchiamo delle relazioni in base alla loro capacità di darci piacere ma in base alla loro risonanza con i nostri oggetti interni.

### La scissione dell'Io
A loro volta queste relazioni interiorizzate si scindono tra quelle che possono essere integrate in configurazioni ampie, e diventano la parte principale dell'Io; il resto viene rimosso. La forza rimovente è costituita dalle relazioni oggettuali integrabili. Questa rimozione delle relazioni oggettuali interiorizzate ha due ovvi componenti: la scissione dell'Io (in Io libidico, che cerca il piacere, e Io antilibidico che lo evita) e dell'oggetto in oggetto eccitante e rifiutante.
Questi processi avvengono in chiunque, poiché tutti abbiamo, almeno occasionalmente, subito cure genitoriali insufficienti.
Compito della situazione psicoanalitica è quella di mostrare la possibilità di una trasformazione controllata delle relazioni oggettuali: questo avviene nel rapporto con il terapeuta. La difficoltà della terapia sta nel fatto che i pazienti che attraversano il superamento dei  propri stati affettivi più dolorosi hanno la sensazione di perdere il contatto con i loro genitori come presenze interne. Man mano che stanno meglio si sentono anche più soli e tristi.

### Gli stadi di sviluppo
Fairbairn è noto per aver pensato a tre stadi dello sviluppo umano, proprio in relazione alla progressiva maturazione nei rapporti oggettuali.
Il primo momento consiste nello stadio di dipendenza infantile; il bambino vive la relazione con la madre, l'oggetto libidico primario è il suo seno e ci sono due sottostadi: Stadio orale precoce - in cui sviluppa il dilemma schizoide se succhiare o no (quindi impoverire l'oggetto del piacere) e lo Stadio Orale Tardo, in cui vive emotivamente- quasi in forma depressiva- lo stesso dilemma. In questa prima fase sono evidenti le associazioni con il pensiero della Klein.
Il secondo stadio è detto transizionale; gradualmente il bambino smette l'identificazione con la madre e per tanto sviluppa e sperimenta delle tecniche difensive che consentano il differenziarsi (difesa paranoide, difesa ossessiva, difesa isterica, difesa fobica).
Infine Fairbairn definisce il punto d'arrivo dello sviluppo: lo stadio della dipendenza adulta. In questa fase l'oggetto del desiderio è il partner, la persona accetta la dipendenza intersoggettiva e oggettiva intrinseca al suo Io ed è capace di collaborare con efficacia con gli altri e di relazionarsi con loro sul piano della parità.